# Anton Nebylitski

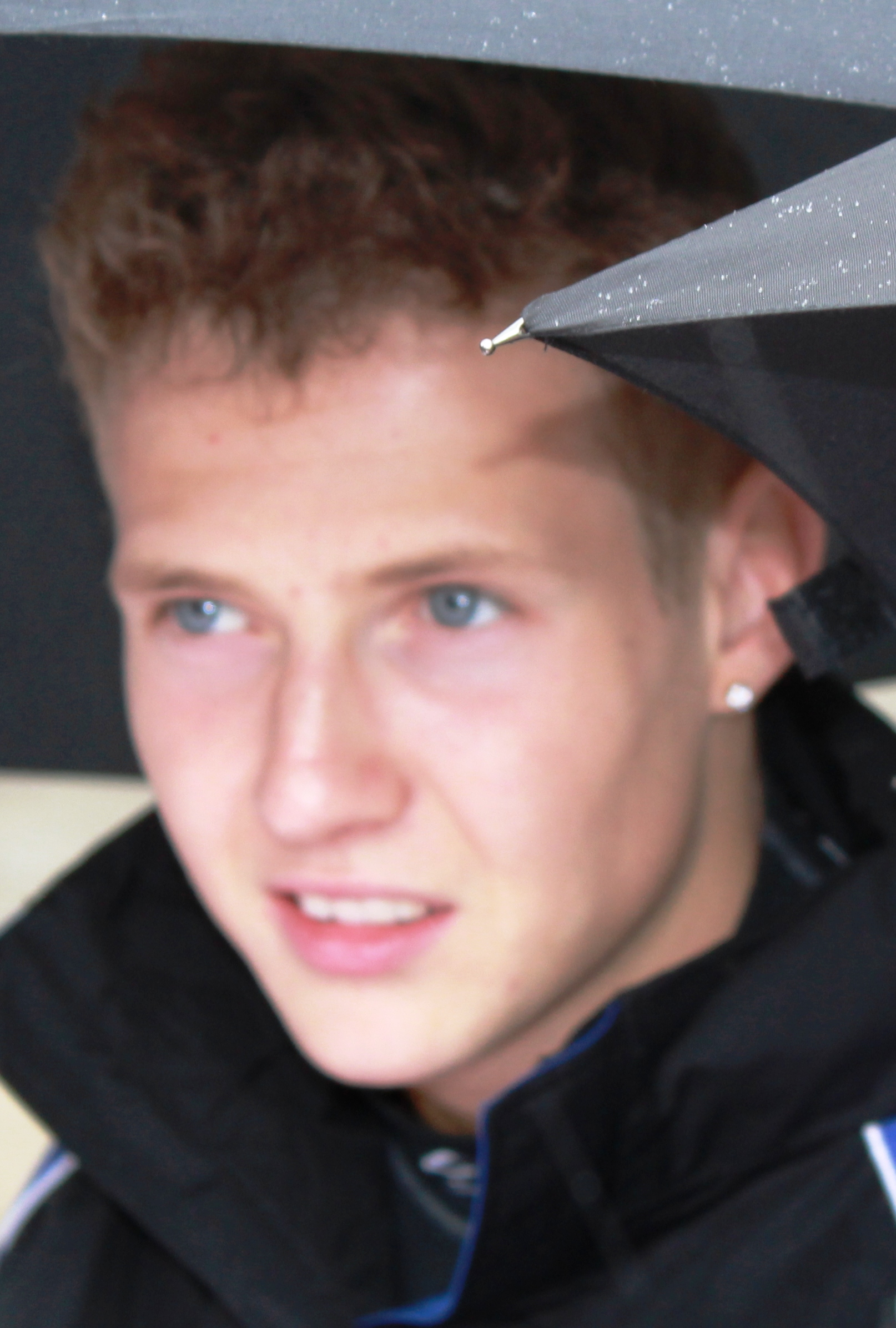
Anton Nebylitski in 2012.

Anton Nikitovitsj Nebylitski (Russisch: Антон Никитович Небылицкий) (Moskou, 11 oktober 1989) is een autocoureur uit Rusland. 

## Carrière

### Formule Renault 2.0
In 2004 maakt Nebylitski zijn formuleracingdebuut in de Formule RUS. Na in 2005 er een jaar tussenuit te zijn geweest, keerde hij in 2006 terug in de Formule Renault 2.0 NEC. Voor het team SL Formula Racing eindigde hij als dertiende in het kampioenschap. Ook nam hij deel aan races in de Eurocup Formule Renault 2.0 en de Britse Formule Renault 2.0 Winter Series.
In 2007 nam Nebylitski deel aan een volledig seizoen in de Eurocup Formule Renault 2.0, waarbij hij de eerste tien races voor SL Formula Racing reed voordat hij de overstap maakte naar SG Formula voor de laatste vier races. Hij behaalde geen punten en eindigde op basis van zijn beste resultaat, een twaalfde plaats op het Circuit Zolder, als 28e in het kampioenschap. Hij nam ook deel aan enkele races van de Formule Renault 2.0 NEC.
Nebylitski bleef in 2008 in de Eurocup rijden voor het team SG Drivers' Project. Hij eindigde als twintigste in het kampioenschap met 7 punten. Ook nam hij het gehele seizoen deel aan de Formule Renault 2.0 WEC voor SG Formula, waarin hij één podiumplaats behaalde op Dijon-Prenois, waarmee hij als zevende eindigde in het kampioenschap met 41 punten.

### Formule Renault 3.5 Series
In 2009 maakte Nebylitski zijn debuut in de Formule Renault 3.5 Series voor het team Comtec Racing naast Harald Schlegelmilch. Na het tweede raceweekend op Spa-Francorchamps verliet hij het team om te gaan rijden voor het nieuwe team KMP Group/SG Formula. Met één "hard charger" punt op de Nürburgring eindigde hij als 29e in het kampioenschap.
Nebylitski bleef in 2010 in het kampioenschap rijden voor het nieuwe team KMP Racing. Op het Automotodrom Brno behaalde hij zijn eerste podiumplaats in de Formule Renault 3.5. Mede hierdoor eindigde hij als veertiende in het kampioenschap met 31 punten.
In 2011 bleef Nebylitski voor KMP Racing rijden. Echter, na de ronde op de Nürburgring werd hij vervangen door de kampioen van 2010, Michail Aljosjin, omdat de teambaas dacht dat een meer ervaren coureur de andere KMP-coureur Nelson Panciatici dichter bij de top van het veld kon laten komen. Na één raceweekend mocht Nebylitski alweer instappen bij KMP. Uiteindelijk eindigde hij als negentiende in het kampioenschap, met 22 punten.
In 2012 reed Nebylitski een derde seizoen voor het team, waarvan de naam inmiddels is veranderd in Team RFR. Omdat hij niet de verwachte vooruitgang maakte, werd hij na de ronde op Silverstone vervangen door Aaro Vainio. Hij eindigde uiteindelijk als 31e in het kampioenschap zonder punten.